# Kim Hye-gyong

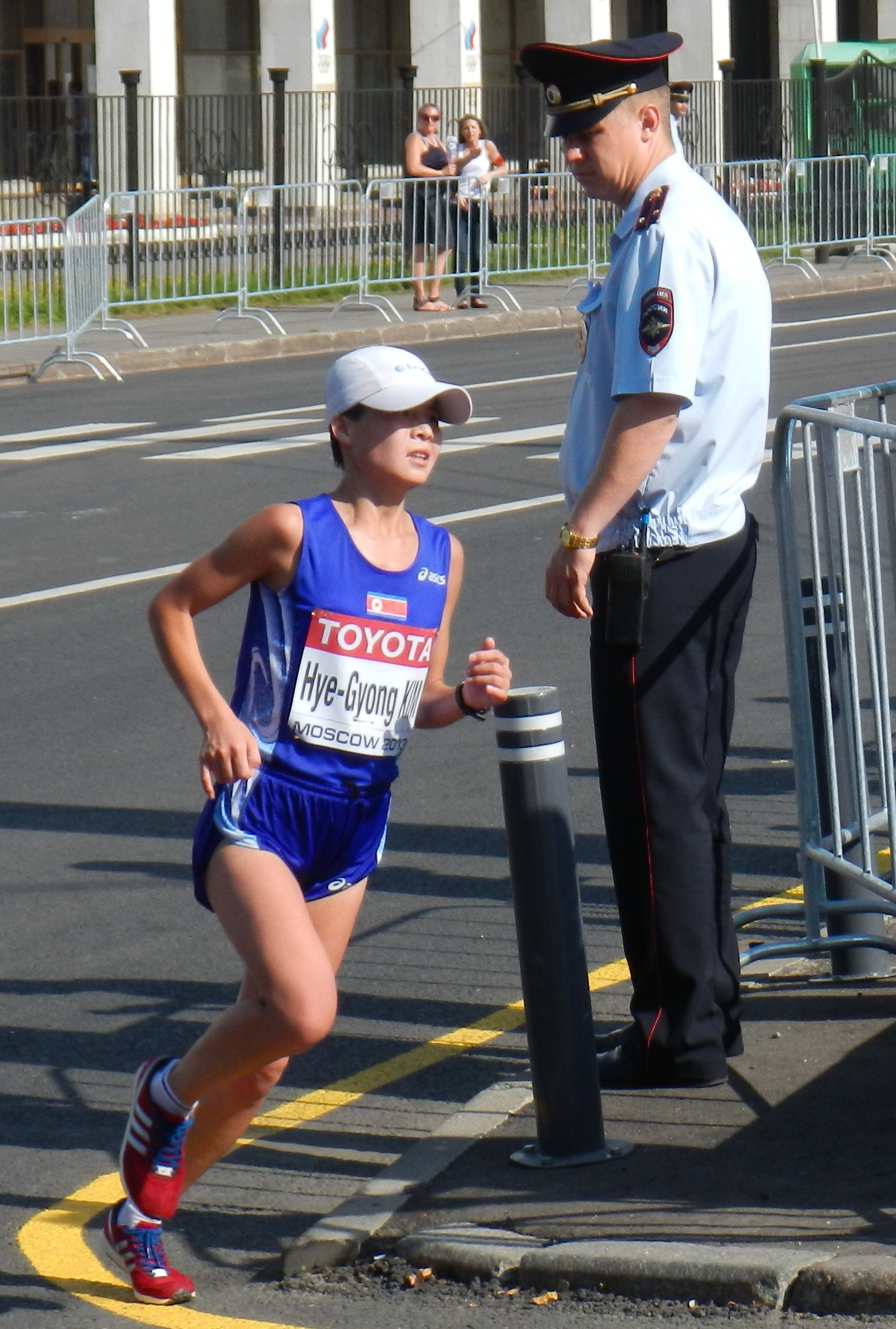
Kim Hye-gyong

Kim Hye-gyong (* 9. März 1993) ist eine nordkoreanische Langstreckenläuferin. Ihre Zwillingsschwester Kim Hye-song ist ebenfalls Langstreckenläuferin.
Kim lief 2012 in Pjöngjang im Marathon eine persönliche Bestleistung von 2:31:29 h. Diese verbesserte sie im Jahr darauf an gleicher Stelle auf 2:28:32 h. Bei den Weltmeisterschaften 2013 in Moskau lief sie im Marathon mit der Zeit von 2:35:49 h auf Rang 8.